# Bethalus mariepensis
Bethalus mariepensis är en kräftdjursart som beskrevs av Barnard 1960. Bethalus mariepensis ingår i släktet Bethalus och familjen Armadillidae. Inga underarter finns listade i Catalogue of Life.